# Kiusa (Moshi)
Kiusa ist ein Verwaltungsbezirk (Ward) des Distrikts Moshi (MC) in der tansanischen Region Kilimandscharo.

## Geografie
Kiusa liegt im Nordosten von Tansania. Es ist ein Bezirk im Zentrum der Regionshauptstadt Moshi nordöstlich des Flughafens. Die Grenze im Norden bildet die Nationalstraße T2, im Osten die Arusha Road, im Südosten die Market Street, im Süden und Westen die Dar es Salaam Street.
Der Bezirk grenzt im Norden an Kilimandscharo, im Osten an Mawenzi, im Südosten an Bondeni, im Südwesten an Korongoni und im Westen an Soweto. Bei der Volkszählung 2022 lebten 2998 Menschen in 1021 Haushalten auf einer Fläche von 1,2 Quadratkilometern.

## Gliederung
Der Bezirk besteht aus zwei Stadtteilen (Mtaa):
- Kiusa Sokoni
- Kiusa Line

## Wirtschaft und Infrastruktur
- Bildung: Im Bezirk gibt es zwei weiterführende Schulen,[8] die staatliche Kiusa Secondary School, die rund 240 Mädchen und Burschen bis zur 4. Stufe ausbildet,[9] und die privat geführte Northern Highlands Regional High School, die über 1000 Jugendliche ebenfalls bis zur 4. Stufe ausbildet.[10]
- Gericht: In Kiusa befindet sich das High Court of Tanzania, Moshi Registry, eine Außenstelle des Höchstgerichts von Tansania.[3]